# Campionato mondiale giovanile di scherma 1971
Il Campionato mondiale juniores di scherma del 1971 ("1971 World Juniors Fencing Championships") è stato organizzato dalla Federazione internazionale della scherma e si è svolto a South Bend in Stati Uniti d'America dal 12 al 12 aprile.
Nel fioretto, si sono aggiudicati i titoli del campionato mondiale il francese Bruno Boscherie, che ha battuto in finale l'italiano Edoardo Bernkopf, e la magiara Ildiko Tordasi che ha avuto la meglio sulla francese Sylvie Picard.
Nella spada il sovietico Ashot Karagyan ha battuto in finale il sovietico Aleksandr Abushakhmetov, ottenendo il titolo mondiale juniores maschile.
Nella sciabola il sovietico Anatoli Komar prevale sul magiaro Imre Gedovari.

## Podi

### Uomini
| Specialità  | Oro             | Argento                 | Bronzo            |
| Individuali |                 |                         |                   |
| Fioretto    | Bruno Boscherie | Edoardo Bernkopf        | Thomas Bach       |
| Spada       | Ashot Karagyan  | Aleksandr Abushakhmetov | Bernard Lofficial |
| Sciabola    | Anatoli Komar   | Imre Gedovari           | Ervand Zakharian  |

### Donne
| Specialità  | Oro            | Argento       | Bronzo     |
| Individuali |                |               |            |
| Fioretto    | Ildiko Tordasi | Sylvie Picard | Ruth White |

## Medagliere
| Pos.   | Nazione          | Oro | Argento | Bronzo | Totale |
| ------ | ---------------- | --- | ------- | ------ | ------ |
| 1      | Unione Sovietica | 2   | 1       | 1      | 4      |
| 2      | Francia          | 1   | 1       | 1      | 3      |
| 3      | Ungheria         | 1   | 1       | 0      | 2      |
| 4      | Italia           | 0   | 1       | 0      | 1      |
| 5      | Germania         | 0   | 0       | 1      | 1      |
| 5      | Stati Uniti      | 0   | 0       | 1      | 1      |
| Totale | Totale           | 4   | 4       | 4      | 12     |